# تیم ملی کبدی مردان ایران
تیم ملی کبدی مردان ایران (به انگلیسی: Iran national kabaddi team) یک تیم بین‌المللی کبدی مردان است که از طرف ایران در رقابت‌های بین‌المللی شرکت می‌کند.

## رقابت‌ها

### قهرمانی جهان
در مسابقات سال ۲۰۱۹ در ایران

### بازی‌های آسیایی

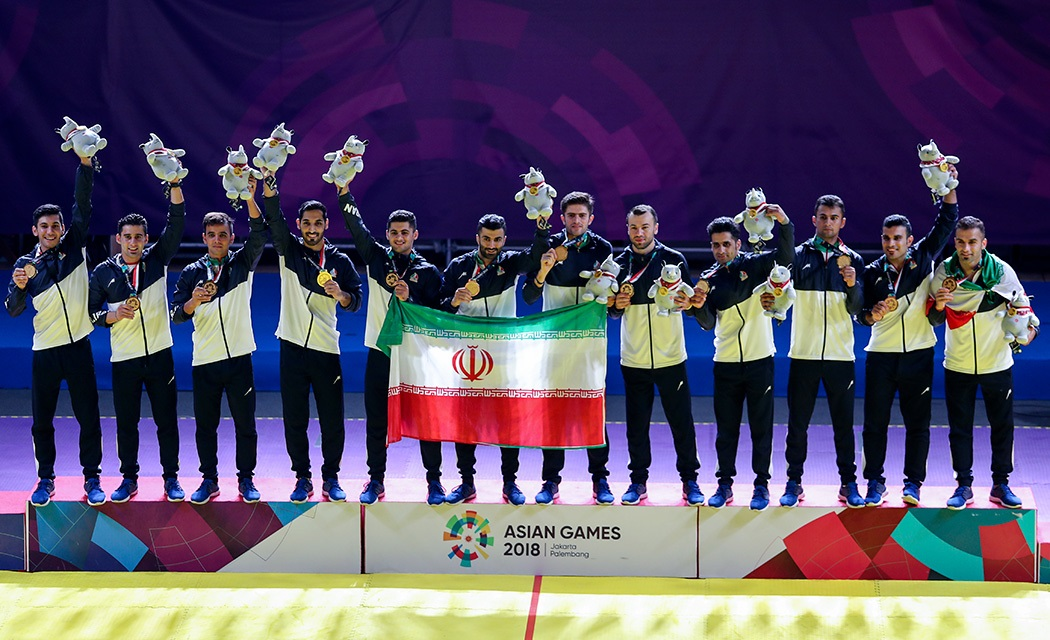
بازیکنان تیم ملی ایران بر سکوی قهرمانی بازی‌های آسیایی ۲۰۱۸

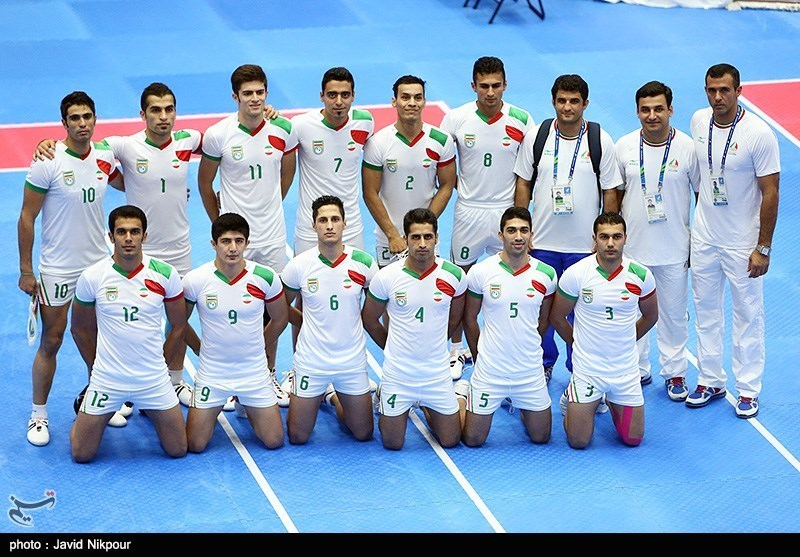
بازی‌های آسیایی اینچئون ۲۰۱۴ - مسابقه کبدی ایران و ژاپن

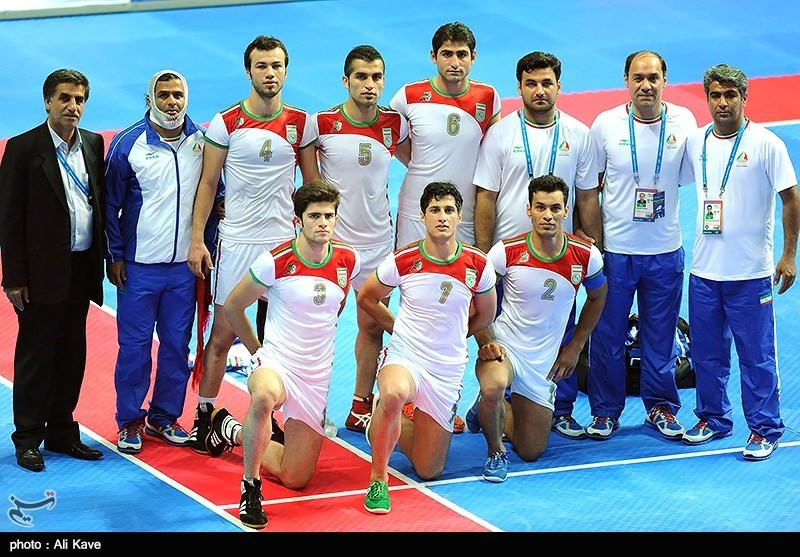
بازیهای آسیایی داخل سالن در کره جنوبی

| Year  | Rank          | M             | W             | D             | L             | PF            | PA            | PD            |
| ----- | ------------- | ------------- | ------------- | ------------- | ------------- | ------------- | ------------- | ------------- |
| 1990  | Did not enter | Did not enter | Did not enter | Did not enter | Did not enter | Did not enter | Did not enter | Did not enter |
| 1994  | Did not enter | Did not enter | Did not enter | Did not enter | Did not enter | Did not enter | Did not enter | Did not enter |
| 1998  | Did not enter | Did not enter | Did not enter | Did not enter | Did not enter | Did not enter | Did not enter | Did not enter |
| 2002  | Did not enter | Did not enter | Did not enter | Did not enter | Did not enter | Did not enter | Did not enter | Did not enter |
| 2006  | Fourth place  | ۵             | ۱             | ۱             | ۳             | ۱۴۸           | ۱۸۳           | -۳۵           |
| 2010  | Runners-up    | ۴             | ۲             | ۰             | ۲             | ۱۱۶           | ۱۱۳           | +۳            |
| 2014  | Runners-up    | ۵             | ۴             | ۰             | ۱             | ۲۰۰           | ۱۰۶           | +۹۴           |
| 2018  | Champions     | ۷             | ۷             | ۰             | ۰             | ۳۴۲           | ۱۴۳           | +۱۹۹          |
| 2022  | Runners-up    | ۵             | ۴             | ۰             | ۱             | ۲۳۶           | ۱۱۵           | +۱۲۱          |
| Total | ۵/۹           | ۲۶            | ۱۸            | ۱             | ۷             | ۱۰۴۲          | ۶۶۰           | +۳۸۲          |

| سال   | رده         | بازی | برد | تساوی | باخت |
| ----- | ----------- | ---- | --- | ----- | ---- |
| ۱۹۹۰  | حاضر نبود   | –    | –   | –     | –    |
| ۱۹۹۴  | حاضر نبود   | –    | –   | –     | –    |
| ۱۹۹۸  | حاضر نبود   | –    | –   | –     | –    |
| ۲۰۰۲  | حاضر نبود   | –    | –   | –     | –    |
| ۲۰۰۶  | چهارم       | ۴    | ۱   | ۱     | ۲    |
| ۲۰۱۰  | نایب قهرمان | ۴    | ۲   | ۰     | ۲    |
| ۲۰۱۴  | نایب قهرمان | ۵    | ۴   | ۰     | ۱    |
| ۲۰۱۸  | قهرمان      | ۷    | ۷   | ۰     | ۰    |
| مجموع | ۵/۹         | ۲۱   | ۱۴  | ۱     | ۶    |

### بازی‌های آسیایی داخل سالن
| سال   | رده         | بازی | برد | برابر | باخت |
| ----- | ----------- | ---- | --- | ----- | ---- |
| ۲۰۰۷  | سوم         | ۵    | ۳   | ۰     | ۲    |
| ۲۰۰۹  | نایب قهرمان | ۵    | ۴   | ۰     | ۱    |
| مجموع | ۲/۲         | ۱۰   | ۷   | ۰     | ۳    |

### بازی‌های آسیایی داخل سالن و هنرهای رزمی
| سال   | رده         | بازی | برد | برابر | باخت |
| ----- | ----------- | ---- | --- | ----- | ---- |
| ۲۰۱۳  | نایب قهرمان | ۶    | ۴   | ۰     | ۲    |
| مجموع | ۱/۱         | ۶    | ۴   | ۰     | ۲    |

### قهرمانی آسیا
- قهرمانی کبدی آسیا

| Year         | Rank          | Pld           | W             | D             | L             |
| ------------ | ------------- | ------------- | ------------- | ------------- | ------------- |
| 1980 to ۲۰۰۱ | Did not enter | Did not enter | Did not enter | Did not enter | Did not enter |
| 2002         | Third place   |               |               |               |               |
| 2003         | Champions     |               |               |               |               |
| 2005         | Third place   |               |               |               |               |
| 2017         | Third place   |               |               |               |               |
| 2023         | Runners-up    | ۶             | ۴             | ۰             | ۲             |
| Total        | ۵/۱۱          |               |               |               |               |

- دوره‌های اول تا ششم بزرگسالان آسیا ایران شرکت نکرد چون کبدی به صورت رسمی در ایران وجود خارجی نداشت هر چند به شکل بازی‌های مشابه مانند زو در مدارس و روستاها رایج بود. رقابت‌های قهرمانی آسیا به دلیل مدیریت بین‌المللی ضعیف هندی‌ها به‌طور بسیار نامنظم و با وقفه‌های طولانی برگزار شده است. همچنین تیم ملی جوانان پسر ایران ۴ مدال نقره قهرمانی آسیا را دارد.

1. دوره هفتم ۲۰۰۲ - مدال برنز در اولین حضور
2. دوره هشتم ۲۰۰۳ - مدال طلا
3. دوره نهم ۲۰۰۵ - مدال برنز
4. دوره دهم ۲۰۱۷ - مدال برنز
5. دوره یازدهم ۲۰۲۳ - مدال نقره

#### ۲۰۰۵
1. ایران ۶۰–۲۰ ترکمنستان
2. ایران ۸–۲۷ پاکستان
3. ایران؟ -؟ ژاپن
4. ایران؟ -؟ تایلند
5. ایران ۱۴–۲۱ پاکستان

#### ۲۰۱۷
1. ایران ۶۶–۱۴ تایلند
2. ایران ۲۶–۱۸ کره جنوبی
3. ایران ۴۸–۱۹ ترکمنستان
4. ایران ۴۵–۲۷ سری لانکا
5. ایران ۲۴–۲۸ پاکستان

#### ۲۰۲۳
1. ایران ۵۲–۲۸ تایوان
2. ایران ۶۰–۳۱ هنگ کنگ
3. ایران ۷۲–۱۷ کره جنوبی
4. ایران ۲۸–۳۳ هند
5. ایران ۷۰–۱۳ ژاپن
6. ایران ۳۲–۴۲ هند

### جوانان جهان
1. اولین دوره آبان ۱۳۹۸ = ۲۰۱۹ ایران - ۱۵ تیم در بخش پسران فقط[۲]
2. دومین دوره اسفند ۱۴۰۱ = ۲۰۲۳ ایران - ۱۲ تیم در بخش پسران فقط[۳]

سایت اولین دوره
سایت دومین دوره

### جام فجر
1. ۱۳۹۵: تیم ملی کبدی جوانان ایران با کسب ۴ پیروزی متوالی مقابل حریفان عنوان قهرمانی نخستین تورنمنت بین‌المللی کبدی جام فجر را از آن خود کرد.[۶]
2. ۱۳۹۶: تیم ملی ایران با شکست عراق در دیدار فینال قهرمان دومین تورنمنت بین‌المللی کبدی جام فجر شد.[۷][۸]
3. ۱۳۹۷: سومین دوره مسابقات بین‌المللی کبدی جام فجر با حضور هفت تیم از پنج کشور ایران، عراق، ترکیه، آذربایجان و گرجستان از ۳۰ بهمن در سالن پوریای ولی شهرستان شبستر آغاز شد. تیم ملی کبدی جوانان ایران در برابر تیم شهرداری شبستر قرار گرفت و در نهایت با برتری ۶۴ بر ۲۵ فاتح میدان شد. نماینده شبستر در جایگاه نایب قهرمانی و تیم‌های عراق (الف) و (ب) به مقام سومی مشترک رسیدند.[۹]
4. ۱۴۰۲: چهارمین دوره و اولین دوره با نام جام فجر مقاومت که تیم‌های ملی کبدی ایران، پاکستان، عراق، سوریه و فلسطین حضور دارند که ورزشکاران ایران و عراق هر یک در قالب ۲ تیم الف و ب به رقابت پرداختند. تیم ملی ایران اول شد و تیم‌های ایران ب و عراق الف نیز به‌طور مشترک پس از پاکستان در جایگاه سوم قرار گرفتند.[۱۰][۱۱]

#### نتایج
دوره اول و سوم تیم ملی جوانان ایران و دوره دوم و چهارم تیم ملی بزرگسالان ایران قهرمان شدند.

##### ۱۳۹۶
گروه اول: ایران، جوانان اروند، گرجستان
گروه دوم: عراق، شهرداری خرمشهر، آذربایجان
1. ایران ۷۵–۱۱ گرجستان
2. ایران ۵۳–۱۹ جوانان اروند
3. ایران ۴۲ – ۱۸ شهرداری خرمشهر
4. ایران ۴۳–۱۵ عراق

##### ۱۴۰۲
منبع:
گروه اول: ایران الف - عراق الف - فلسطین - لبنان
گروه دوم: ایران ب - پاکستان - عراق ب
1. ایران ۵۶–۳۷ عراق
2. ایران ۲۷–۲۲ فلسطین
3. ایران ۵۲–۳۲ لبنان
4. ایران ۴۸–۳۹ ایران ب
5. ایران ۵۶–۴۱ پاکستان

## کبدی جوانان جهان

### ۱۳۹۸/۲۰۱۹
نتایج:
۱- ایران ۲- کنیا ۳- پاکستان و بنگلادش
1. ایران، مالزی، ترکمنستان، تایلند
2. پاکستان، دانمارک، آذربایجان
3. افغانستان، بنگلادش، تایوان
4. عراق، سری لانکا، کنیا

### ۱۴۰۱/۲۰۲۳
نتایج:
۱- هند ۲- ایران ۳- پاکستان و نپال
1. ایران، تایوان، اوگاندا
2. فلسطین، کنیا، عراق
3. تایلند، هند، بنگلادش
4. پاکستان، نپال، گرجستان

## تاریخچه کامل
تمام مسابقاتی که از ابتدای تأسیس در ۱۳۸۱ تا ۱۳۹۶ در آن شرکت کرده‌اند:
موفقیت‌های رشته کبدی در بخش مردان از سال ۱۳۸۱ تا کنون در رقابت‌های مختلف بین‌المللی، آسیایی و جهانی نیز به این شرح است:
۱۳۸۱ به میزبانی مالزی مقام سوم بزرگسالان-قهرمانی آسیا - هفتمین دوره قهرمانی بزرگسالان آسیا
۱۳۸۲ به میزبانی مالزی اول در رده بزرگسالان و جوانان قهرمانی آسیا
۱۳۸۳ به میزبانی هندوستان دوم بزرگسالان قهرمانی جهان
۱۳۸۴ به میزبانی تهران جوانان دوم و بزرگسالان مقام سوم در قهرمانی آسیا
۱۳۸۵ به میزبانی قطر سوم بزرگسالان مسابقات بین‌المللی
۱۳۸۵به میزبانی هندوستان دوم بزرگسالان قهرمانی جهان
۱۳۸۵ به میزبانی قطر چهارم بزرگسالان بازیهای آسیایی
۱۳۸۵به میزبانی لاهور پاکستان سوم بزرگسالان تورنمنت چند جانبه
۱۳۸۶ به میزبانی ماکائو سوم بزرگسالان بازیهای آسیایی
۱۳۸۷ به میزبانی اسلام‌آباد پاکستان سوم بزرگسالان قهرمانی جهانی
۱۳۸۸ به میزبانی مالزی دوم جوانان قهرمانی آسیا
۱۳۸۸ به میزبانی ویتنام دوم بزرگسالان سالنی بازیهای آسیایی
۱۳۸۹به میزبانی گوانگجو چین دوم بزرگسالان بازیهای آسیایی
۱۳۸۹به میزبانی عمان سوم بزرگسالان بازیهای آسیا ساحلی
۱۳۹۰ به میزبانی ایران سوم قهرمانی سرکل آسیا بزرگسالان
۱۳۹۰ به میزبانی مالزی دوم جوانان قهرمانی آسیا
۱۳۹۱ به میزبانی چین اول بزرگسالان بازیهای آسیایی
۱۳۹۱ به میزبانی امارات متحده عربی- دبی سوم بزرگسالان قهرمانی آسیا
۱۳۹۲ به میزبانی کره جنوبی دوم بازیهای آسیایی سالنی
۱۳۹۳ به میزبانی پاکستان بزرگسالان قهرمانی باشگاه‌ها
۱۳۹۳ به میزبانی تایلند اول بزرگسالان بازیهای آسیایی
۱۳۹۳ به میزبانی هندوستان سوم بزرگسالان قهرمانی جهانی
۱۳۹۳ به میزبانی کره جنوبی دوم بازیهای آسیایی استاندارد
۱۳۹۵ به میزبانی ایران -ارومیه دوم جوانان -قهرمانی آسیا
۱۳۹۵ به میزبانی هند دوم بزرگسالان قهرمانی جهان
۱۳۹۶ به میزبانی ایران - گرگان سوم قهرمانی آسیا